# Bouzetia
Bouzetia es un género con una especies de plantas de flores perteneciente a la familia Rutaceae. 

## Especies seleccionadas
- Bouzetia maritima Montrouz.

- Datos: Q8251327
- Especies: Bouzetia